# Johan Hye-Knudsen
Johan August Hye-Knudsen (24. maj 1896 i Nyborg – 28. september 1975 på Sankt Lukas Stiftelsen i Hellerup) var en dansk cellist, dirigent og komponist. Blandt hans brødre var solofløjtenist i DR Radiosymfoniorkestret Ernst Hye-Knudsen (1898 – 1972) der tillige var kapelmester.
Johan Hye-Knudsens far var militærmusiker og musikdirektør i Nyborg, så den unge Johan blev opdraget blandt musikere og studerede derefter i årene 1913-1915 på Musikkonservatoriet med cello som hovedinstrument. Derefter rejste han til Paris (midt under 1. verdenskrig!) for at videreuddanne sig. Der kom han i kontakt med nyere strømninger inden for fransk musik. Han bedrev også kompositionsstudier og komponerede en række mindre værker.
Efter hjemkomsten blev han solocellist i Nordvästra Skånes Orkesterförening (Helsingborg Symfoniorkester) og fra 1919 kapelmester i Scala i København. I den rolle viste han sig i stand til at lede teatrets store operetteforestillinger og demonstrerede sin evner som teaterkapelmester på bedste vis. Imidlertid vandt han sig plads som cellist i Det Kongelige Kapel i 1922, en post han holdt til han i 1925 blev kapelmester sammen med Georg Høeberg. Efter en kort afbrydelse genoptog han posten i 1932 og blev på den næsten til sin død i 1975 sammen med bl.a. Egisto Tango og John Frandsen.
Samtidig var han 1934-1952 leder af Københavns Kommunes koncerter i Fælledparken og fra 1927-1946 dirigent i Studentersangforeningen.
Hans musikalske arv består af en opera, to balletter, nogle lejlighedskantater, enkelte instrumentalværker, teatermusik og en række sange.

## Musik
- Elegie (orkester 1915)
- op. 1 Andante maestoso (orkester 1916)
- op. 3 Kvartet for violin, cello, fløjte og obo (1922)
- op. 4 Kammerduetter for fløjte og cello (1923)
- op. 5 Symfoni h-mol (1926)
- op. 6 Kantate ved indvielsen af Søfartsmonumentet (mandskor 1928)
- op. 7 Kantate til Aarhus Studenterforenings rusgilde (mandskor 1929)
- op. 8 Volpone (skuespilmusik 1929)
- OP. 9 Kantate ved Handels- og Kontoristfoeningens 90-aars fødselsdag (soli, kor og orkester 1931)
- op. 10 Tre sange for Mandskor (bl.a.: Digterens Lyksalighed)
- op. 11 To sange for Mandskor (1932)
- Kantate ved indvielsen af Aarhus Universitet (baryton, mandskor og orkester)
- Trio for Violin, Violoncel og Fløjte (1936)
- Festkantate til Andelsslagteriernes 50-Aars Jubilæum (Solo, Kor og Orkester – 1937)
- Svinedrengen (ballet 1936)
- Ti Tusinde Aar i Danmark, Kantate ved Nationalmusæets Indvielse (1938)
- Thorvaldsen (ballet af Kjeld Abel og Harald Lander – 1938)
- Historiens Sang 1940
- Kantate ved Teknologisk Instituts 40-Aars Jubilæum (1946)
- Kantate til dansk Idræts-Forbunds 50 Aars Jubilæum (1946)
- Kirke og orgel (opera 1947)
- Dronning Margrethes Honnørmarch (1972)
- Som man behager (skuespilmusik)
- Den politiske kandestøber (skuespilmusik)
- Der rider en konge ( Hans Hartvig Seedorff) – udgave for solosang, kor TTBB/SATB, harmoniorkester og orkester
- Der rider en konge (arrangeret af Johannes Andersen for symfoniorkester) (Odense Symfoniorkesters arkiv)